# 8stops7
8stops7 é uma banda de hard rock de Ventura, Califórnia.

## História
8stops7 foi formada em Ventura, Califórnia em 1996. A banda Lançou seu primeiro álbum independente, Birth of a Cynic, em 1998. Assinaram contrato com Warner Bros./Reprise Records em 1999.
Seu segundo disco, In Moderation, lançado em 1999 vendeu mais de 150 000 cópias, do qual duas músicas,"Satisfied" e "Question Everything", entraram no top 40 Billboard.
Fez sua primeira turnê pelos Estados Unidos em 2000.
Eles ainda tiveram duas de suas músicas, "Satisfied" e "My Would-be Savior" presentes no jogo de Playstation, Street Sk8er 2 e "Satisfied" presente no jogo de Playstation 2, Gran Turismo 3.
Lançou seu terceiro álbum, Bend, também de forma independente em 2004.
Atualmente trabalham em seus quarto álbum que provavelmente será lançado em 2010.

## Integrantes
A formação atual consiste dos quatro membros originais, o vocalista Evan Sula-Goff, o guitarrista Seth Watson, o baixista Alex Viveros e o baterista Adam Powell, mais o guitarrista Rodney Amieva. Ex membros da banda incluem Aaron Johnson, que se juntou à banda em 1999 como segundo guitarrista e vocalista de apoio, e o baixista Paul Wickstrom, que tocou com a banda de 2001 a 2004. Aaron Johnson é atualmente o líder da banda Le Meu Le Pur.

## Discografia
- Birth of a Cynic (1998)
- In Moderation (1999)
- Bend (2004)
- Fables (2012)